# Denis Kramar
Denis Kramar, slovenski nogometaš, * 7. november 1991, Murska Sobota.
Kramar je profesionalni nogometaš, ki igra na položaju branilca. Od leta 2024 je član avstrijskega kluba Heiligenkreuz. Pred tem je igral za slovenske klube Rudar Velenje, Šmartno 1928, Mura 05, Ljutomer, Beltinci in Drava Ptuj, poljski Widzew Łódź, ciprski Enosis Neon, španski Getafe B, avstralski Perth Glory, bosansko-hercegovski Sarajevo, islandski Víkingur Ólafsvík ter avstrijske Bad Radkersburg, SV Lafnitz, SC Weiz in SV Feldbach. Skupno je v prvi slovenski ligi odigral 29 tekem in dosegel en gol. Bil je tudi član slovenske reprezentance do 16 let. 